# انقلاب 1995 في قطر
انقلاب 1995 في قطر هو انقلاب أبيض حدث في 27 يونيو 1995 قائده حمد بن خليفة آل ثاني على والده خليفة بن حمد آل ثاني وذلك أثناء سفره إلى الخارج، وبحكم منصبه أصبح قائدًا عامًّا للقوات المسلحة القطرية. في شهر فبراير من عام 1996 نفذ أنصار خليفة بن حمد آل ثاني من أفراد وضباط في الجيش القطري والحرس الأميري انقلاب بهدف إعادة الحكم إليه ولكن فشل الانقلاب.